# Vère de Lyon
Pour les articles homonymes, voir Vère.
Vère (en latin Verus) est le 6e évêque de Lyon. Il succède à saint Faustin dans la seconde moitié du IIIe siècle

## Biographie
Seul son nom nous est connu d'après les différentes listes des premiers archevêques de Lyon et les chroniques de l'histoire de l'Église de Lyon. Après six premiers évêques remarquables et canonisés, Vérus est le premier évêque d'une période plus obscure pour l'histoire religieuse lyonnaise qui s'étend jusqu'à l'épiscopat de saint Just un siècle plus tard.  